# Дуабеков, Темирхан Дуабекович
Темирха́н Дуабе́кович Дуабе́ков (род. 20 января 1937, Баянаульский район, Карагандинская область) — сотрудник МВД СССР, МВД Казахстана; генерал-майор милиции, кандидат юридических наук, член-корреспондент Академии естественных наук Республики Казахстан, профессор.

## Биография
Родился 20 января 1937 года в ауле Саржал Баянаульского района Павлодарской области. С 1956 года служил в органах внутренних дел: с отличием окончил Алма-Атинскую специальную среднюю школу МВД СССР (1958), был оперуполномоченным уголовного розыска, ОБХСС, старшим оперуполномоченным ОБХСС УООП Павлодарской области.
В 1962 году окончил Московскую высшую школу МВД СССР.
С июня 1966 года занимал различные руководящие должности в органах внутренних дел Казахской ССР:
- в Павлодарской области: начальник отделения ОБХСС УООП, с 1969 — заместитель начальника отдела кадров УВД области, с 1974 — начальник ОБХСС УВД области, с 1976 — заместитель начальника УВД области,
- в Кзыл-Ординской области: в 1985—1987 — начальник ОБХСС, заместитель начальника УВД области[1][2],
- в Чимкентской / Южно-Казахстанской области (в 1987—1993 — начальник УВД области)[1][2][3].

Звание «генерал-майор милиции» присвоено 17 сентября 1992 года.
В 1993—1996 годах — начальник Карагандинской высшей школы МВД РК.
В 1996 году вышел в отставку. Профессор департамента права, истории и социологии Инновационного евразийского университета.
Член президиума, председатель Совета ветеранов департамента внутренних дел Павлодарской области. Руководитель представительства Республиканского общественного объединения «Совет генералов» в Павлодарской области.

### Семья
Женат, имеет сына и 2 дочерей.

## Научная деятельность
В 1996 году защитил кандидатскую диссертацию.
Автор 20 научных работ.

### Избранные труды
- Дуабеков Т. Д. Административные взыскания и правовой механизм их индивидуализации: Учеб. пособ. — Караганда, 1996. — 112 с. — 200 экз. — ISBN 5-628-01411-7
- Дуабеков Т. Д. Административные взыскания: совершенствование правового механизма их индивидуализации в ходе правовой реформы в Республике Казахстан : Автореф. дис. … канд. юрид. наук. — Алматы, 1996. — 24 с.[7]
- Дуабеков Т. Вузы МВД: думать о завтрашнем дне: [О Караганд. высшей шк. МВД] // Вести Казахстана. — 1995. — 15 авг.
- Дуабеков Т. «Милиция мектебіне — талап жоғары»: Қарағанды қ. Iшкi Iстер министрлігiне қарасты Жоғарғы мектептiң бастығымен сұхбат / Әңг. А.Сәулебектегi // Егемен Қазақстан. — 1995. — 27 қаңтар.

## Награды
- медали СССР, в том числе:
  - «50 лет советской милиции»,
  - «Ветеран труда»,
  - «За отличную службу по охране общественного порядка»,
  - «За освоение целинных земель»,
- Почётные грамоты МВД СССР и Казахской ССР,
- медаль «За безупречную службу в органах внутренних дел» 3-й степени[1],
- Почётная грамота Президента Республики Казахстан (1992) — за блестяще проведенную операцию по спасению заложников, находящихся в захваченном уголовниками автобусе[источник не указан 3399 дней],
- орден "Курмет"
- нагрудные знаки «Отличник милиции», «Заслуженный работник МВД»[1].